# 에밀리오 에스테베스
에밀리오 에스테베스(Emilio Estevez, 1962년 5월 12일 ~ )는 미국의 배우 및 영화 감독이다.

## 출연 작품
- 미션임파서블
- 마이티 덕2
- 마이티 덕3
- 세인트 엘모의 열정
- 킬러나이트
- 프리잭
- 영 건
- 영 건2